# Реформатська церква (Тячів)
Реформатська церква — пам'ятка архітектури національного значення у місті Тячів Закарпатської області . Культова споруда розташовується на вулиці Незалежності, 29.  Пам'ятка архітектури національного значення, охоронний номер — 200.

## Історія

### Церква у 13-18 столітті
Точна дата спорудження первинної будівлі не з'ясована. Елементи, які зустрічаються в архітектурі церкви, дозволяють робити припущення про заснування храму у 13-14 столітті, тому що саме у цей час такий стиль архітектури був поширений у цій місцевості. Існують твердження щодо заснування церкви і в 15 столітті. Історичні літописи містять свідчення щодо заснування греко-католицького храму у Тячеві в 13 столітті угорським королем Ласло Великим. Проте він був зруйнований, так як для будівництва сучасної церкви використовувались стіни храму, засеованого королем.Мараморські церкви у 1326 році отримали привілеї, видані архієпископом естерґомьским. Їх затвердження для реформатської церкви у місті Тячів просив священик на ім'я Бенедек, який в той час опікувався церковною спорудою. У 1334 році ним було сплачено 60 грошів, у 1335 році — 48 грошів папської десятини. У 1336 році священиком міста Тячів у історичних документах значиться Павло. В 16 столітті церква стає реформаторською, проте в літописах різниться інформація щодо року, коли це відбулось. Одні книги свідчать про перехід церкви та більшої частини населення Тячіва до реформатської віри у 1539, інші — у 1546 році
 чи 1556 році
. Під час реставрацію церкви у 1748 році відбулось розширення її приміщення і вона стала вміщати 600 осіб. У 1810 році відбулась прибудова триярусної дзвіниці з шатровим завершенням. Верхній ярус дзвіниці був місцем, куди встановили старовинні годинники, які збереглись до цього часу
.Годинникова башта була поєднана з дзвіницею. Тячів не став заможним королівським містом. Цей факт сприяв збереженню окремих первинних архітектурних елементів церкви до наших днів. У 1864 році такими фахівцями у сфері архітектури, як Імре Генсльманном, Флорішем Ромером і Ференцем Шульцем була відвідана реформатська церква у місті Тячів. Після цього інформація про будівлю опинилась у каталозі церковних споруд, який складався з описів 48 церков. В публікації зазначалось, що архітектурний стиль церкви походить з 15 століття
. Оціночні судження були повторно озвучені у 1887 році. У 1890-х роках реформатська община Тячіва володіла багатьма орними землями та лісами.

### Церква у 20-21 столітті
Після 1939 року церква була включена до переліку реформатських церков Угорщини До 1944 року у приміщенні реформатської церкви розташовувалась бібліотека Мараморщини і міський архів Тячіва. Часткове дослідження архітектури церкви було здійснено після 1990-х років спеціалістом Йожефом Лангі. У листопаді 2001 року ним була досліджена південно-східна консоль, а потім і північні консолі. На консолях приміщення проглядаються пластини з лозин, жолудів та дубових листків. З 1992 року Реформатську церкву у Тячеві очолює священик Ласло Карло.Реформатська церква входить до переліку місць, в яких відбувається святкування Дня міста Тячів. Поряд з будівлею храму 1 травня 1992 року відбулось урочисте відкриття бронзового погруддя, яке зображає художника Шимона Голоші.Скульптором виступив Еміке Товт. Поряд з костелом розташований лютеранський парафіяльний будинок. У церкві зберігся старовинний орган. Кількість вірників у 2010 році склала 1500 осіб .

## Архітектура
Церква побудована у готичному стилі. Вона поділена на чотири одиниці
. Над західним фасадом будівлі знаходиться дзвіниця, що має три рівні через наявність карнизів. Нава має форму прямокутника. Західна частина споруди та нава відділені двома неподіленими вертикальними конструкціями. Апсида створена у квадратній формі. Ризниця подібна до апсиди довжиною. Їх поділяють існуючі прорізи. На низькій стіні нави відсутній карниз. Неф та апсида оточені цоколем. Одне вікно різниці з розкосом має невеликі параметри. На південних боках апсиди містяться півциркульні вікна
. Вікна нави, розташовані з північної сторони, мають подібне оформлення. Західний відрізок інтер'єру відокремлюється від основної частини. Нава та апсида поєднані тріумфальною аркою, яка має півциркульний характер. Такого ж типу проріз слугує з'єднуючим елементом апсиди та різниці. Хори розташовуються у західній частині нави. Там міститься орган, який датований 1853 роком
. У 1748 році у церкві з'явилась кесонна стеля, яка на даний час потребує проведення реставраційних робіт. На ній розташовується розпис, який складається з 200 частин, серед яких містяться зображення лева, пелікана, русалки та дракона. Бічні стіни храму посилюються розташованими контрфорсами. Стіни храму у повну висоту збереглись майже в первинному виді і датуються 13 століття. Збережені також вікна у формі щілин у нішах.Апсида перекривається хрещатим склепінням з ребрами циліндричного профілю. Початок ребер веде до консолей, які ще потребують дослідження. Одна з консолей лежить під вапняним шаром. Зовнішній вигляд деяких стін був змінений. Наприкінці 19 століття вони містили розпис театральної направленості. Зараз їх покриває побілка. Згідно з місцевим повір'ям, в інтер'єрі церкви приховані фрески. Архітектурні особливості церкви свідчать про кілька етапів побудови споруди. Західна дзвіниця була споруджена пізніше всього, ця подія датується 1810 роком. Є припущення, що в цей період були зведені вікна апсиди та нави, які мають більший розмір, тому що стилістично вони схожі з вікнами дзвіниці. Церква однонавна. Східна стіна апсиди містить вікна, зроблені в стилі романської епохи. Отвір різниці був змінений. Обрамлення південного порталу може датуватись 13 століттям. Схожі архітектурні елементи та стиль були виявлені в церкві, яка знаходиться в селі Паладь-Комарівці. Деякі елементи оздоблення в церкві у Тячеві нагадують класичний готичний стиль
.